# جانی بی. گود
"جانی بی. گود" (به انگلیسی: Johnny B. Goode) ترانه‌ای در سبک راک اند رول اثر چاک بری و توسط خود او نوشته و اجرا شده است. این ترانه موفقیت بزرگی به‌دست آورد و توانست به رتبه ۲ جدول «هات آراندبی سایدز» مجله بیلبورد و رتبه ۸ «بیلبورد هات ۱۰۰» دست یابد. 
این ترانه پرطرفدارترین ضبط چاک بری به حساب می‌آید و به همین دلیل، توسط هنرمندان بسیاری بازخوانی شده و جوایز و افتخارات بسیاری کسب کرده است. این ترانه همچنین یکی از شناخته‌شده‌ترین ترانه‌های تاریخ موسیقی به شمار می‌آید.